# Liste der Biografien/Wea
Liste der Biografien |
Portal Biografien |
Personensuche
# |
A |
B |
C |
D |
E |
F |
G |
H |
I |
J |
K |
L |
M |
N |
O |
P |
Q |
R |
S |
T |
U |
V |
W |
X |
Y |
Z |
?
 
Wa |
Wc |
Wd |
We |
Wh |
Wi |
Wj |
Wl |
Wn |
Wo |
Wr |
Ws |
Wt |
Wu |
Ww |
Wy |
Wz
 
Wea |
Web |
Wec |
Wed |
Wee |
Wef |
Weg |
Weh |
Wei |
Wej |
Wek |
Wel |
Wem |
Wen |
Weo |
Wep |
Wer |
Wes |
Wet |
Weu |
Wev |
Wew |
Wex |
Wey |
Wez
Die Liste der Biografien führt alle Personen auf, die in der deutschsprachigen Wikipedia einen Artikel haben. Dieses ist eine Teilliste mit 115 Einträgen von Personen, deren Namen mit den Buchstaben „Wea“ beginnt.

## Wea

### Wead
- Wead, Frank (1895–1947), US-amerikanischer Marineflieger, Autor und Drehbuchautor
- Weadock, Thomas A. E. (1850–1938), US-amerikanischer Jurist und Politiker

### Weag
- Weagle, Lisa (* 1985), kanadische Curlerin

### Weah
- Weah, George (* 1966), liberianischer Fußballspieler und PolitikerGeorge Weah (* 1966)

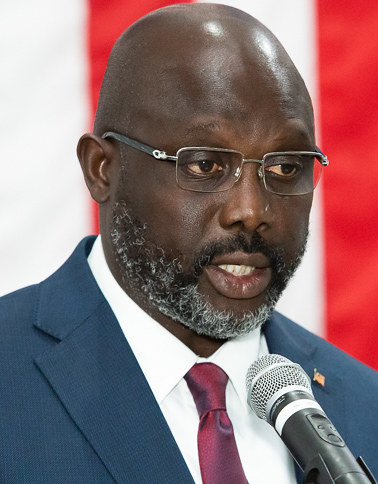
George Weah (* 1966)

- Weah, Timothy (* 2000), US-amerikanischer Fußballspieler
- Weahlstod, Bischof von Hereford

### Weak
- Weakland, John (1919–1995), US-amerikanischer Anthropologe und Psychotherapeut
- Weakland, Rembert (1927–2022), US-amerikanischer Ordensgeistlicher und römisch-katholischer Erzbischof von Milwaukee
- Weakley, Robert (1764–1845), US-amerikanischer Politiker

### Weal
- Weal, Jordan (* 1992), kanadischer Eishockeyspieler
- Wealdstone Raider, englischer Fußballfan
- Weale, W. H. James (1832–1917), britischer Kunsthistoriker
- Wealing, Seth (* 1978), US-amerikanischer Triathlet

### Wear
- Wear, Arthur (1880–1918), US-amerikanischer Tennisspieler
- Wear, Joseph (1876–1941), US-amerikanischer Tennisspieler und -funktionär
- Weare, Meshech (1713–1786), US-amerikanischer Politiker
- Wearin, Otha (1903–1990), US-amerikanischer Politiker
- Wearing, Ben (* 1989), australischer Fußballspieler
- Wearing, Clive (* 1938), britischer Musikwissenschaftler, Dirigent und Keyboarder
- Wearing, Gillian (* 1963), britische Künstlerin
- Wearing, Michael (1939–2017), britischer Film- und Fernsehproduzent
- Wearing, Remi, Fußballspieler
- Wearn, Matthew (* 1995), australischer Segler
- Wearne, Eileen (1912–2007), australische Leichtathletin
- Weart, Spencer R. (* 1942), US-amerikanischer Wissenschaftshistoriker
- Weary, Jake (* 1990), US-amerikanischer Schauspieler und Musiker

### Weat
- Weatherall, Andrew (1963–2020), britischer Musiker, Musikproduzent und DJAndrew Weatherall (1963–2020)

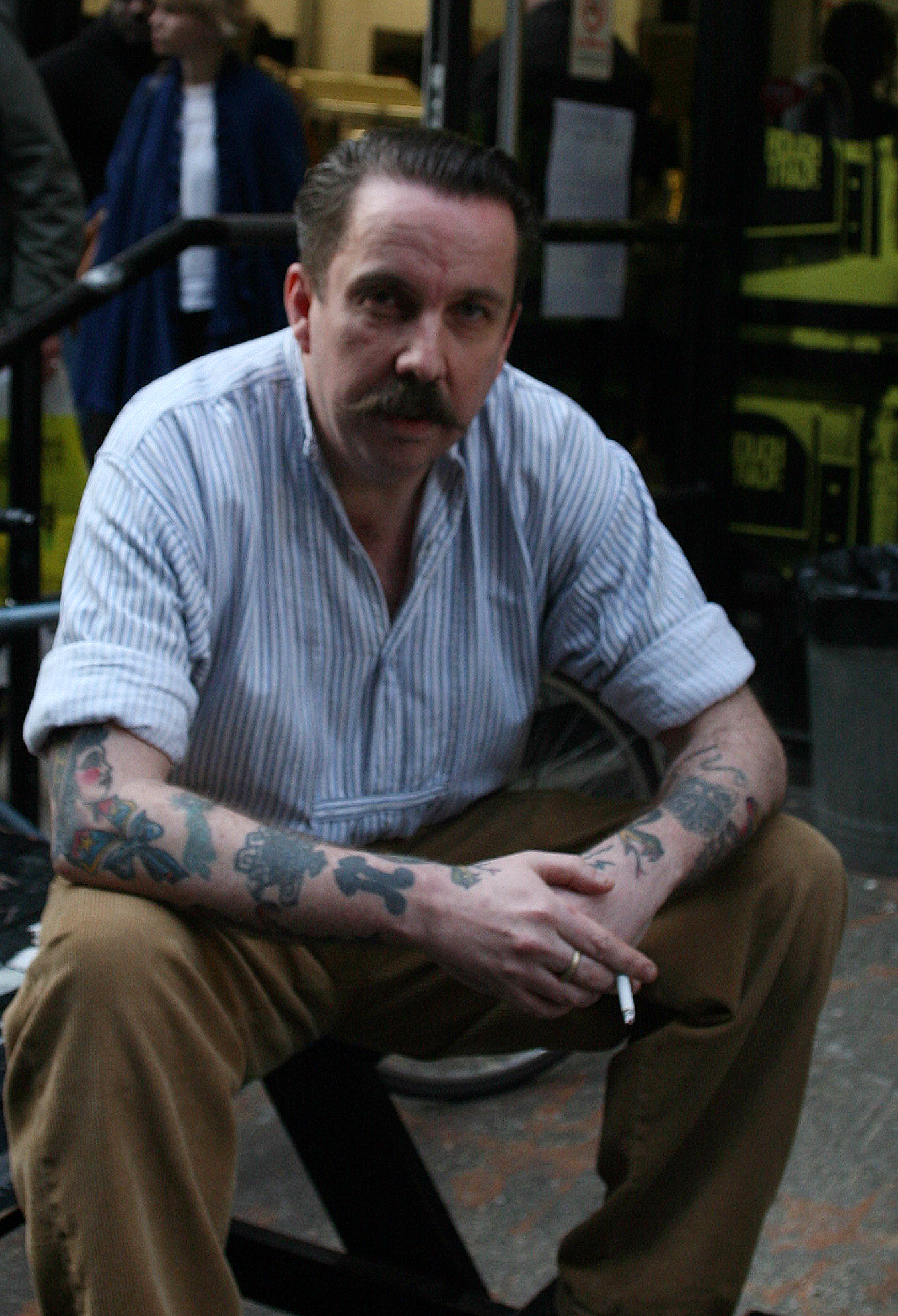
Andrew Weatherall (1963–2020)

- Weatherall, David (1933–2018), britischer Molekularbiologe und Mediziner
- Weatherburn, Ron (1934–1995), britischer Ragtime- und Jazzpianist
- Weatherby, Jasper (* 1998), US-amerikanischer Eishockeyspieler
- Weatherford, Teddy (1903–1945), US-amerikanischer Pianist des Swing des Stride-Piano Stils
- Weatherford, Zadoc L. (1888–1983), US-amerikanischer Politiker
- Weatherill, Bernard (1920–2007), britischer Politiker, Mitglied des House of Commons und Unterhaussprecher
- Weatherill, Jay (* 1964), australischer Politiker (Labor Party), Premierminister von South Australia
- Weatherington, Mark E., US-amerikanischer Offizier, Generalleutnant der US Air Force
- Weatherley, David (1939–2024), neuseeländischer Schauspieler
- Weatherley, Gaynor, neuseeländische Badmintonspielerin
- Weatherley, Paul Egerton (1917–2001), britischer Botaniker
- Weatherly, Jim (1943–2021), US-amerikanischer Singer-Songwriter
- Weatherly, Joe (1922–1964), US-amerikanischer Motorrad- und NASCAR-Rennfahrer
- Weatherly, Michael (* 1968), US-amerikanischer Schauspieler
- Weatherly, Shawn (* 1959), US-amerikanische Schauspielerin und Schönheitskönigin
- Weatherly, Ulysses G. (1865–1940), US-amerikanischer Soziologe und Wirtschaftswissenschaftler
- Weathers, Beck (* 1946), US-amerikanischer Pathologe
- Weathers, Carl (1948–2024), US-amerikanischer Schauspieler, Regisseur und American-Football-SpielerCarl Weathers (1948–2024)

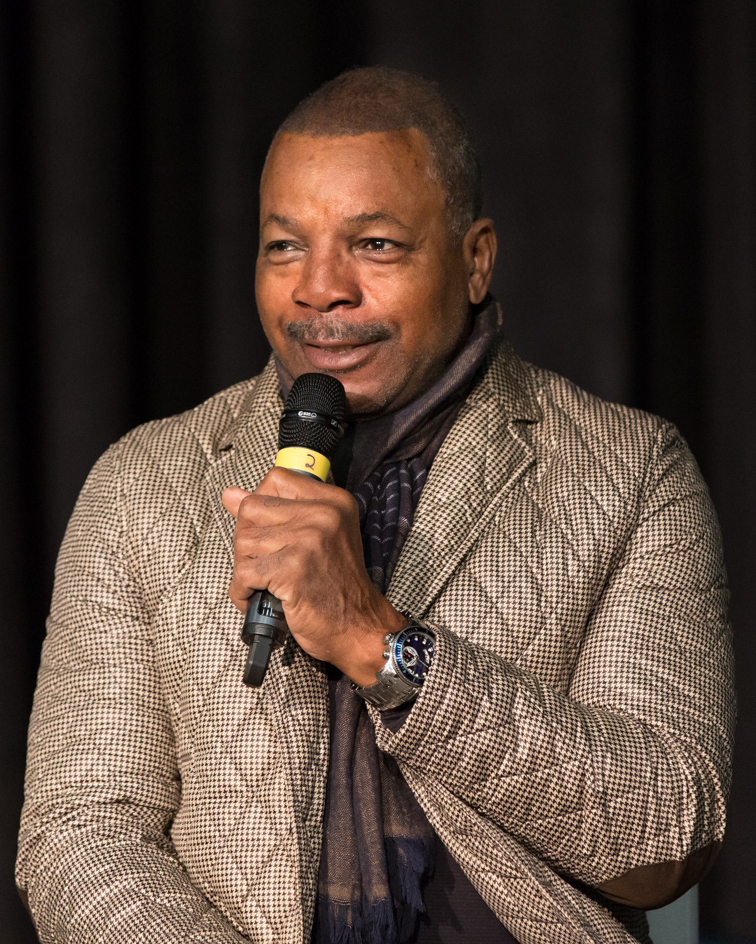
Carl Weathers (1948–2024)

- Weathers, Felicia (* 1937), US-amerikanische Opernsängerin (Sopran)
- Weathers, John (* 1947), britischer Musiker
- Weathers, Sir Waldo (* 1950), US-amerikanischer Funkmusiker
- Weathersby Ball, Chrissy, Stuntfrau
- Weatherspoon, Alexis (* 1983), US-amerikanische Sprinterin
- Weatherspoon, Clarence (* 1970), US-amerikanischer Basketballspieler
- Weatherspoon, Sean (* 1987), US-amerikanischer American-Football-Spieler
- Weatherspoon, Teresa (* 1965), US-amerikanische Basketballspielerin und -trainerin
- Weatherstone, Joe, australische Filmproduzentin
- Weatherwax, Ken (1955–2014), US-amerikanischer Kinderdarsteller
- Weatherwax, Paul (1900–1960), US-amerikanischer Filmeditor
- Weatherwax, Seema (1905–2006), US-amerikanische Fotografin

### Weav
- Weaver Parrish, Clara (1861–1925), US-amerikanische Malerin und Glaskünstlerin
- Weaver, Alexandra (* 1985), britische Schauspielerin
- Weaver, Andrew (* 1959), US-amerikanischer Radrennfahrer
- Weaver, Andrew J. (* 1961), kanadischer Klimaforscher und Professor
- Weaver, Archibald J. (1843–1887), US-amerikanischer Politiker
- Weaver, Arthur J. (1873–1945), US-amerikanischer Politiker
- Weaver, Blayne (* 1976), US-amerikanischer Schauspieler, Drehbuchautor, Filmregisseur und -produzent
- Weaver, Blue (* 1947), britischer Keyboarder, Songwriter und MusikproduzentBlue Weaver (* 1947)

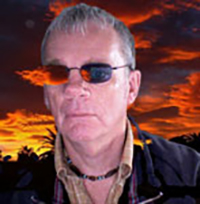
Blue Weaver (* 1947)

- Weaver, Bobby (* 1958), US-amerikanischer Ringer
- Weaver, Brigstock (1686–1767), englischer Pirat in der Karibik
- Weaver, Charles Edwin (1880–1958), US-amerikanischer Paläontologe und Geologe
- Weaver, Claude (1867–1954), US-amerikanischer Politiker
- Weaver, Curley (1906–1962), US-amerikanischer Blues-Gitarrist und Sänger
- Weaver, Dennis (1924–2006), US-amerikanischer SchauspielerDennis Weaver (1924–2006)

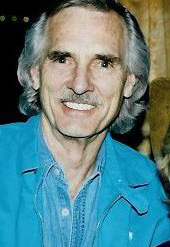
Dennis Weaver (1924–2006)

- Weaver, Earl (1930–2013), US-amerikanischer Baseballmanager
- Weaver, Edmund († 1748), englischer Astronom, Vermessungsingenieur und Freund von William Stukeley
- Weaver, Emma (* 1975), englische Schauspielerin und Hörbuchsprecherin
- Weaver, Eva, deutsch-britische Performance-Künstlerin und Schriftstellerin
- Weaver, Frances Tilton (1904–2003), US-amerikanische Anwältin
- Weaver, Fritz (1926–2016), US-amerikanischer Film- und Theaterschauspieler
- Weaver, Gertrude (1898–2015), US-amerikanische Frau, ältester lebender Mensch (2015)
- Weaver, Harriet Shaw (1876–1961), britische Autorin und Feministin
- Weaver, Iain (* 1990), englischer Boxer
- Weaver, Jacki (* 1947), australische Schauspielerin
- Weaver, James (* 1955), britischer Automobilrennfahrer
- Weaver, James B. (1833–1912), US-amerikanischer Politiker
- Weaver, James D. (1920–2003), US-amerikanischer Politiker
- Weaver, James H. (1927–2020), US-amerikanischer Politiker (Demokratische Partei)
- Weaver, John (1673–1760), britischer Tänzer, Choreograf und Tanzhistoriker
- Weaver, John (1937–2021), US-amerikanischer Organist, Chorleiter und Dirigent
- Weaver, John Ernest (1884–1966), US-amerikanischer Botaniker
- Weaver, Jonathan (* 1977), britischer Eishockeyspieler
- Weaver, Kaitlyn (* 1989), US-amerikanisch-kanadische Eiskunstläuferin
- Weaver, Kathleen M., US-amerikanische Politikerin
- Weaver, Kyle (* 1986), US-amerikanischer Basketballspieler
- Weaver, Marjorie (1913–1994), US-amerikanische Schauspielerin
- Weaver, Mary Jo (* 1942), US-amerikanische römisch-katholische Theologin und Autorin
- Weaver, Michele, US-amerikanische Schauspielerin
- Weaver, Mick (* 1944), britischer Rockmusiker (Keyboards)
- Weaver, Mike (* 1952), US-amerikanischer Boxer
- Weaver, Mike (* 1978), kanadischer Eishockeyspieler
- Weaver, Nicky (* 1979), englischer Fußballspieler
- Weaver, Olivia (* 1995), US-amerikanische Squashspielerin
- Weaver, Patrick (* 1969), US-amerikanischer Skilangläufer
- Weaver, Phillip Hart (1919–1989), US-amerikanischer Politiker
- Weaver, Richard M. (1910–1963), US-amerikanischer Anglist und Konservativer
- Weaver, Robert C. (1907–1997), US-amerikanischer Politiker und Hochschullehrer
- Weaver, Sigourney (* 1949), US-amerikanische SchauspielerinSigourney Weaver (* 1949)

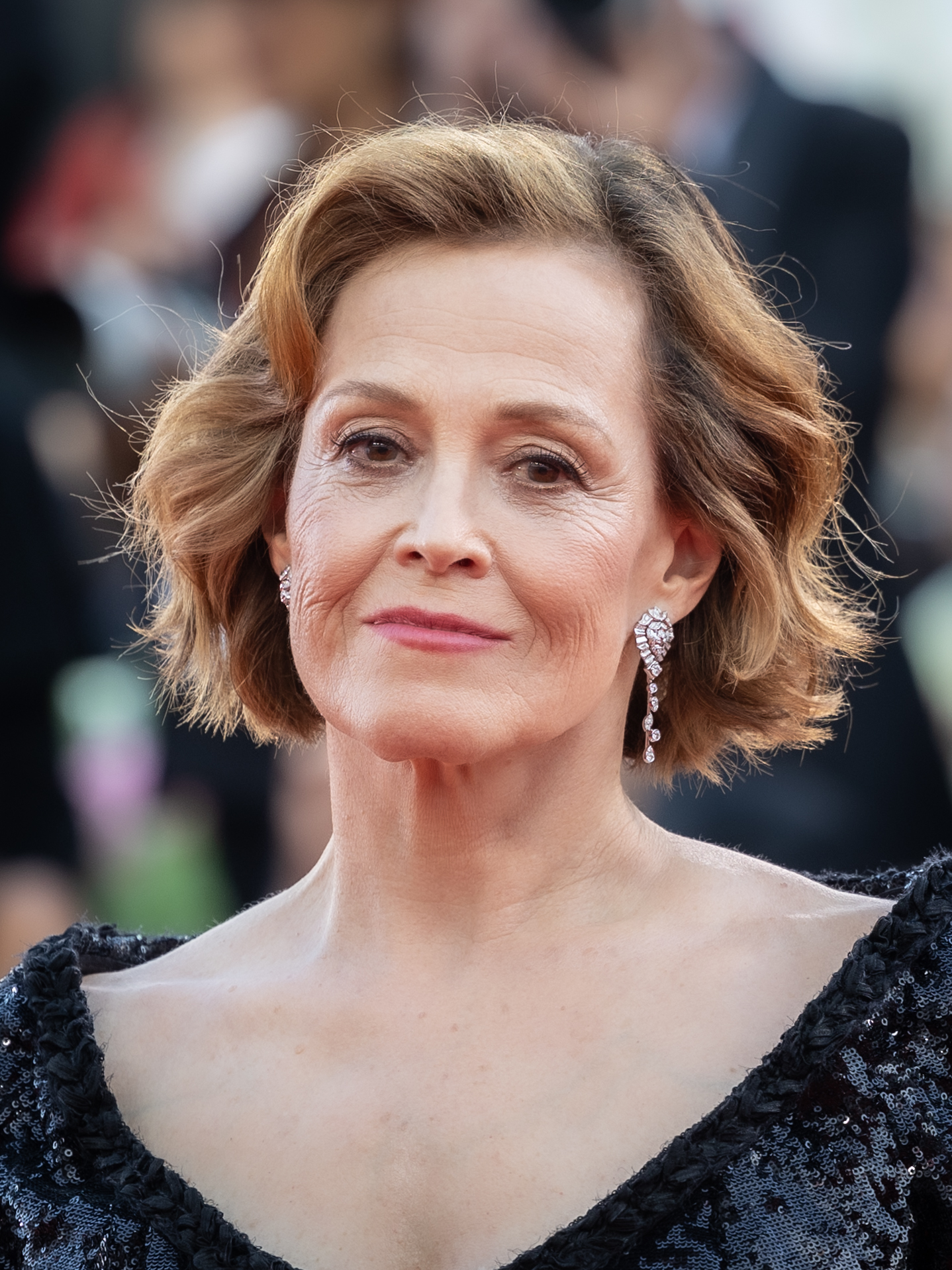
Sigourney Weaver (* 1949)

- Weaver, Sylvester (1897–1960), US-amerikanischer Bluesgitarrist und Pionier des Country Blues
- Weaver, Sylvester Laflin junior (1908–2002), US-amerikanischer Rundfunkoffizieller
- Weaver, Walter L. (1851–1909), US-amerikanischer Politiker
- Weaver, Walter Parker (* 1934), US-amerikanischer Theologe
- Weaver, Warren (1894–1978), US-amerikanischer Informationswissenschaftler
- Weaver, Will (* 1984), US-amerikanischer Basketballtrainer
- Weaver, William G. (1888–1970), US-amerikanischer Offizier, Generalmajor der US-Army
- Weaver, Zebulon (1872–1948), US-amerikanischer Politiker
- Weaving, Hugo (* 1960), britisch-australischer Schauspieler
- Weaving, Samara (* 1992), australische Schauspielerin und Model